# Frans Lemmens
Frans Lemmens was een Belg die op 26 september 1967 de titel ontving van Rechtvaardige onder de Volkeren omdat hij tijdens de Tweede Wereldoorlog drie Joodse kinderen hielp onderduiken.
Lemmens was de grootvader van Ruud De Ridder en de overgrootvader van Sven De Ridder.

## Biografie
Frans Lemmens en zijn echtgenote Margareta Clerbout hadden een kapperszaak op de St. Bernardsesteenweg op het in de Antwerpse wijk Kiel. In 1942 vroeg het Joods meisje Marcella 'Nelli' Walzer aan Lemmens' veertienjarige dochter Rosa (moeder van Ruud De Ridder) of ze enkele dagen bij het gezin kon blijven, omdat haar ouders waren gearresteerd bij een razzia. Nelli jongere broertjes Leon (2 jaar oud) en Oscar (10 jaar oud) werden opgevangen bij een ander gezin, waar ze na een paar dagen weg moesten. Hierop nam Frans Lemmens ook de broers in huis. De kinderen werden verborgen achter een dubbele wand in de slaapkamer. 
Het opvangen van de kinderen was niet evident: de kapperszaak werd bezocht door Duitse soldaten, en Lemmens' buurman was een collaborateur. Het was daarom noodzakelijk dat de kinderen erg stil waren, wat zeker voor de tweejarige Leon moeilijk was.
De kinderen bleven in het gezin tot 1946. Lemmens wilde hen adopteren omdat hun ouders (Max en Erna Walzer) waren omgekomen in het concentratiekamp van Auschwitz. Ze werden echter uiteindelijk opgenomen in een Joods weeshuis en verhuisden naar Israël. Ze bleven contact houden met het gezin Lemmens.
Oscar stierf tijdens de Zesdaagse Oorlog, Leon stierf in 2013. 